# Antipsicótico típico

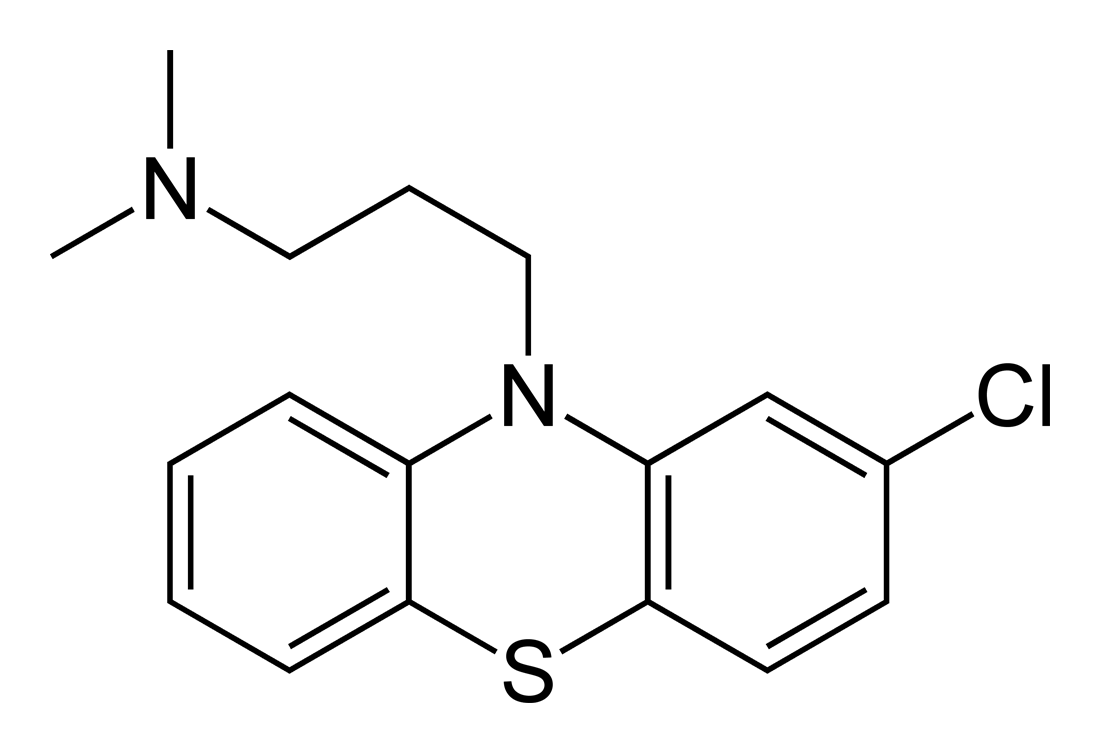
Estructura química de la clorpromazina, el primer medicamento neuroléptico.

Los antipsicóticos típicos (también conocidos como antipsicótico de primera generación, antipsicótico convencional, neurolépticos clásicos o tranquilizantes mayores) son una clase de medicamentos antipsicóticos que se desarrollaron en los años 1950 para el tratamiento de la psicosis, en particular la esquizofrenia, y que por lo general han sido reemplazados por antipsicóticos atípicos.Los antipsicóticos típicos pueden ser indicados también para el tratamiento de la manía aguda, agitación y otros trastornos emocionales.

## Clasificación
Los antipsicóticos típicos se clasifican en dos grupos, dependiendo de su capacidad de ser de alta potencia o de baja potencia, (denominados así debido a la cantidad de dosis necesarias para lograr un efecto):
| Potencia      | Ejemplos                                                                                   | Perfil de efectos adversos |
| Alta potencia | flufenazina, haloperidol, droperidol, timiperona trifluperidol, trifluoperazina y pimozida | mayor efecto secundario sobre el Sistema extrapiramidal y, en menor medida, histamínicos (como la sedación), alfa adrenérgicos (como la ortostasis) y efectos anticolinérgicos (como la boca seca). |
| Baja potencia | clorpromazina, prometazina, tioridazina y levomepromazina                                  | menor efecto extrapiramidal y mayores efectos histamínicos (H1), alfa-adrenérgicos (α1), y muscarínicos.                                                                                            |

## Mecanismo de acción
Los antipsicóticos típicos tienen un mecanismo de acción predominantemente basado en el antagonismo de los receptores de dopamina D2 en la vía mesolímbica del cerebro. Esta acción es necessario para su efecto antipsicótico, ya que reduce la actividad dopaminérgica que se asocia con los síntomas positivos de la esquizofrenia (como las alucinaciones y los delirios). Sin embargo, el bloqueo de estos receptores no se limita a la vía mesolímbica; notablemente, el bloqueo de la vía nigroestriada causa efectos secundarios como síntomas extrapiramidales (por ejemplo, temblores y rigidez).
En el grupo de antipsicóticos típicos, los agentes de alta y baja potencia se diferencian en su afinidad por los receptores D2. Los antipsicóticos de alta potencia, como el haloperidol y el flufenazina, tienen una afinidad alta por los receptores D2, y por eso también tienden a causar más síntomas extrapiramidales. Por otro lado, los antipsicóticos de baja potencia, como la clorpromazina y la tioridazina, tienen una afinidad más baja por los receptores D2 y, en consecuencia, tienden a asociarse con una menor incidencia de síntomas extrapiramidales, pero presentan un perfil de efectos secundarios diferente. Estos agentes también afectan a otros receptores, como los de histamina H1, adrenérgicos α1, y colinérgicos muscarínicos. Por eso, estos agentes tienden a asociarse con efectos secundarios como la sedación, la hipotensión ortostática, sequedad de boca, estreñimiento y retención urinaria.

## Efectos secundarios
Los efectos adversos de los antipsicóticos incluyen la resequedad bucal, rigidez muscular, calambres, tremores y ganancia de peso. Los efectos secundarios extrapiramidales incluyen signos como la acatisia, parkinsonismo, distonías y otros. Los medicamentos anticolinérgicos como la benzotropina y la difenhidramina se usan con frecuencia para tratar estos efectos.

## Ejemplos comunes
- Clorpromazina
- Flufenazina
- Haloperidol
- Loxapina
- Molindona
- Perfenazina
- Pimozida
- Proclorperazina
- Tioridazina
- Tiotixeno
- Trifluoperazina
- Zuclopentixol